# Epizoanthus roseus
Epizoanthus roseus är en korallart som beskrevs av Daniel Cornelius Danielssen 1890. Epizoanthus roseus ingår i släktet Epizoanthus och familjen Epizoanthidae.
Artens utbredningsområde är Norra Ishavet. Inga underarter finns listade i Catalogue of Life.